# Frederico Ozanan
Frederico Ozanan é um bairro do município brasileiro de Coronel Fabriciano, no interior do estado de Minas Gerais. Localiza-se no distrito Senador Melo Viana, estando situado no Setor 6. Segundo o censo demográfico de 2022, realizado pelo Instituto Brasileiro de Geografia e Estatística (IBGE), sua população era de 756 habitantes e havia 243 domicílios particulares permanentes ocupados.
De acordo com o IBGE, em 2010 a população era de 781 habitantes e havia 230 domicílios particulares.
A área onde a localidade está situada pertencia originalmente à ArcelorMittal Aços Longos (antiga Belgo-Mineira), que tem sede em João Monlevade, mas possuía representatividade em Coronel Fabriciano. Após as enchentes de 1979, as terras foram adquiridas pela Sociedade de São Vicente de Paulo (SSVP) e cedidas à prefeitura a fim de serem construídas residências para os desalojados. O local ficou conhecido como Casas dos Flagelados, no entanto o então vereador Clodomiro de Jesus elaborou o projeto de lei que alterou o nome para Frederico Ozanan, em homenagem ao fundador da SSVP, Antoine Frédéric Ozanam. Segundo o IBGE, sua área é considerada como favela e comunidade urbana.

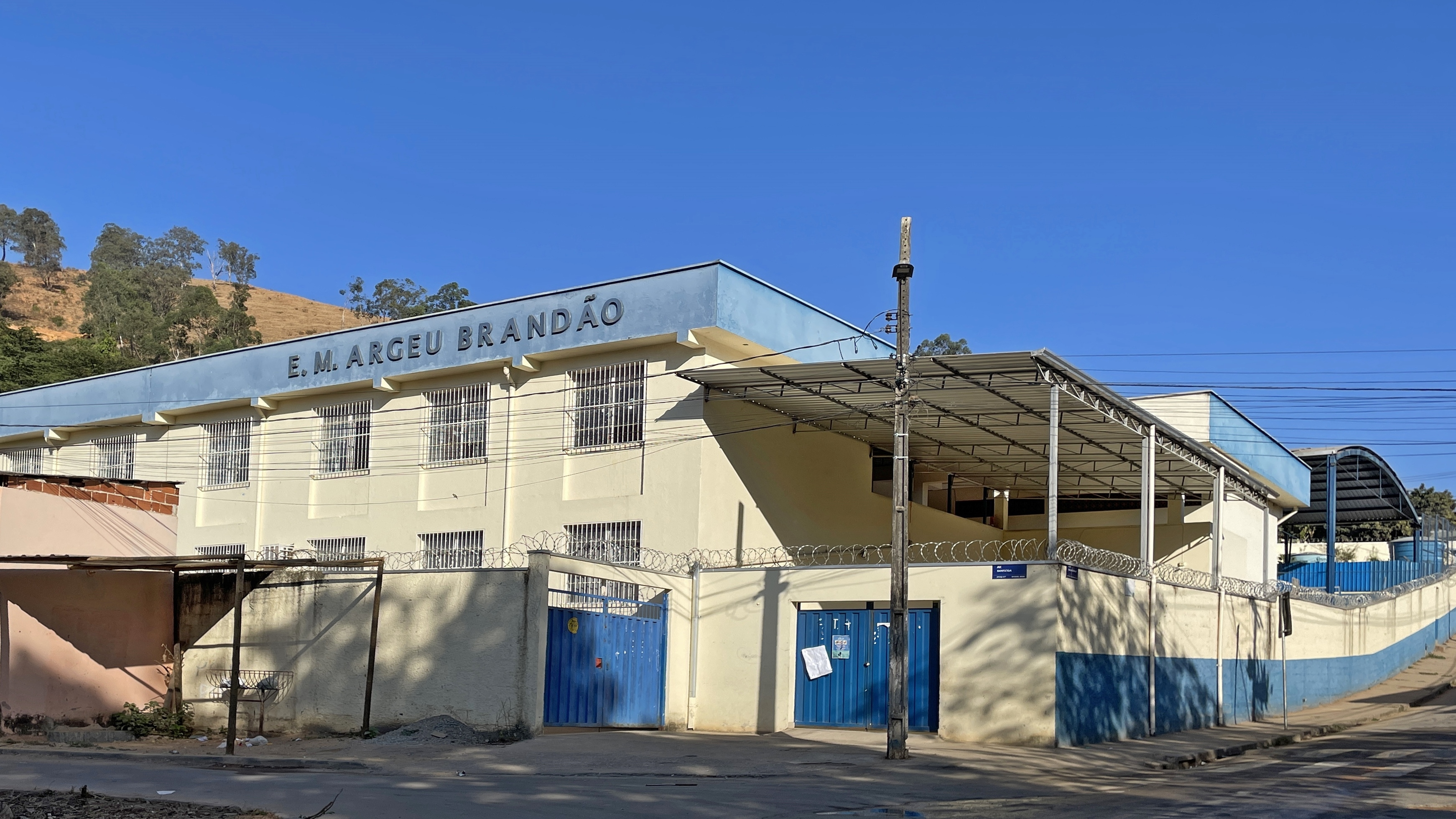
Vista da Escola Municipal Argeu Brandão
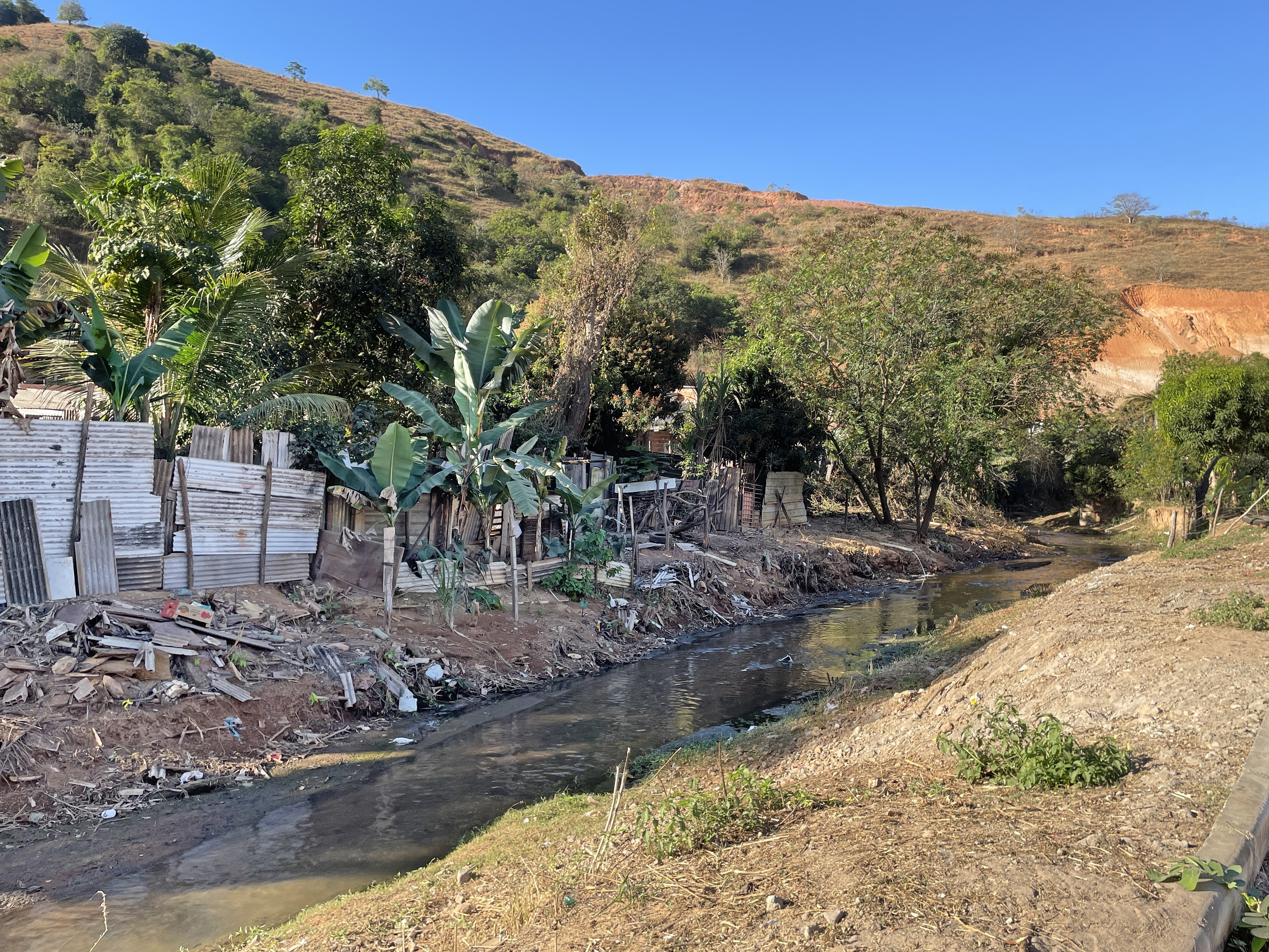
Ribeirão Caladão entre os bairros Judith Bhering e Frederico Ozanan